# Amblypsilopus californicus
Amblypsilopus californicus är en tvåvingeart som först beskrevs av Steyskal 1966.  Amblypsilopus californicus ingår i släktet Amblypsilopus och familjen styltflugor.
Artens utbredningsområde är Kalifornien. Inga underarter finns listade i Catalogue of Life.